# (73642) 1978 RV9
(73642) 1978 RV9 – planetoida z pasa głównego asteroid okrążająca Słońce w ciągu 4,08 lat w średniej odległości 2,55 j.a. Odkryta 2 września 1978 roku.